# Droit européen des contrats
Le droit européen des contrats est un projet d'harmonisation du droit des contrats des États membres de l’Union européenne en vue d'harmoniser les dispositions relatives à ce domaines lors de la conclusion de contrat par des acteurs privés issus de plusieurs États membres.

## Contexte

### Premiers éléments
La Commission sur le droit européen des contrats (laquelle n’a pas d'obligations nationales), présidée par le professeur danois Ole Lando (qui lui donna son surnom de « commission Lando »), commença à travailler en 1982 sur un recueil appelé Principes du droit européen des contrats. Composée de 22 juristes issus de tous les États membres de l'Union européenne, et financée en partie par l’Union européenne, la commission Landö publia son recueil en trois temps : 1995, 1999 et 2002.

### Développement
Dans le cadre du développement du marché intérieur, la Commission européenne proposa d'établir un Code européen de droit des contrats en parallèle d'une politique d'harmonisation du droit. Afin de demander l’avis des praticiens nationaux, la Commission publie le 13 septembre 2001 une communication par laquelle elle établit une commission, composée de juristes et d'universitaires, chargée d'évaluer l’opportunité de créer un Code européen des contrats plus harmonisé. Le délai imposé, fixé au  15 octobre 2001, conduisit certains analystes, dont Yves Lequette, à considérer que le calendrier donné pour la présentation de ce premier rapport limitait la participation de certains juristes, par exemple des juristes français alors peu présents à Bruxelles.
Le Parlement européen souhaitait à l'inverse un plus grand engagement de la part de la Commission européenne, préférant une approche plus globale visant à établir un droit privé commun européen. Il proposa un plan en plusieurs étapes avec, en 2004, un rapport soulignant quels étaient les concepts communs à tous les États membres, puis en 2005, l'apprentissage de ces principes en milieux universitaires et enfin, en 2006, l’adoption d'une norme sur ces principes communs applicables, notamment, au droit des contrats. En parallèle de ces principes communs appliqués au droit des contrats, le Parlement proposait que, dès 2010, des règles soient adoptées pour régir le droit des contrats européens.

### Livre vert du1erjuillet 2010
La Commission européenne a publié un livre vert présentant sept actions envisageables pour consolider le marché intérieur en accomplissant des progrès dans le domaine du droit européen des contrats. 

#### État des lieux
Le Livre vert de la Commission européenne du 1er juillet 2010 est basé sur l’idée que « le marché intérieur repose sur une multitude de contrats, régis par différents droits nationaux des contrats. Or, les disparités entre les droits nationaux des contrats peuvent entraîner des frais de transaction supplémentaires et une insécurité juridique pour les entreprises, et affaiblir ainsi la confiance du consommateur à l’égard du marché intérieur ». En d’autres termes, tant les consommateurs que les entreprises (notamment les PME qui représentent 99 % des entreprises dans l'Union) rencontreraient des obstacles de taille lorsqu'ils cherchent à profiter des avantages offerts par le marché unique de l'Union, cela en raison de l’hétérogénéité des règles applicables. Ce contexte créerait une réticence à s’engager dans des échanges entre États membres. 

#### Options du Livre vert
Les sept options proposées par le livre vert sont : 
1. la publication par la Commission de règles types non contraignantes, qui pourraient inspirer les législateurs européen et nationaux en matière de droit des contrats, ainsi que les parties contractantes au sein du marché unique européen ;
2. une « boîte à outils » officielle destinée au législateur de l'Union, qui constituerait un instrument de référence pour les institutions européennes afin de garantir la cohérence lors de l’adoption ou de la révision des textes normatifs ;
3. une recommandation de la Commission, à laquelle serait annexé un instrument de droit européen des contrats, et qui inviterait les États membres soit à s’inspirer de cet instrument pour faire évoluer leur droit national, soit à l’intégrer en tant que régime facultatif dans leur système juridique interne ;
4. un règlement instituant un instrument facultatif de droit européen des contrats (ou « second régime ») que les parties, consommateurs et entreprises, pourraient librement choisir pour régir leurs relations contractuelles. Cet outil optionnel constituerait une alternative aux droits des contrats existant dans les États membres ;
5. une directive relative au droit européen des contrats, définissant des normes communes a minima, et qui complèterait la future directive sur les droits des consommateurs ;
6. un règlement instituant un droit européen des contrats, qui substituerait à la diversité des législations nationales un corps de règles uniformes (y compris des règles impératives de protection des parties faibles) ;
7. la création, là encore par un règlement, d'un véritable code civil européen, se substituant à l'ensemble des règles internes, avec un domaine très large (le droit des contrats mais aussi la responsabilité délictuelle ou quasi-délictuelle).

L'option 4, qui correspond à la création d'un instrument européen autonome des droits nationaux, semble avoir été celle qui a remporté le plus de suffrages selon les participants au colloque Trans Europe Expert du 1er avril 2011 à la Chambre de commerce et d'industrie de Paris, mais la Commission ne publiera la synthèse de la consultation qu'en juin 2011. L'option 5 correspondait à une harmonisation par directive minimale du droit des contrats, et les options 6 et 7 à une harmonisation plus contraignantes.

### Étude de faisabilité d'un droit européen des contrats
Parallèlement à la publication de son Livre vert de juillet 2010, la Commission a mis en place un groupe d’experts chargé de concevoir un avant-projet de droit européen des contrats. Il en résulte une « étude de faisabilité » qui – au vu des récentes déclarations politiques – pourrait servir de base à un éventuel instrument optionnel.

## Objectif d'un droit européen des contrats
Dans le souci de favoriser le bon fonctionnement du marché intérieur, la Commission européenne souhaite encourager les transactions transfrontalières. Estimant que les divergences entre les législations nationales en matière contractuelle constituent des obstacles au développement de ces échanges, elle préconise la création d’un droit européen des contrats. 
Dans cette perspective, deux démarches parallèles ont été menées, l’une sur la forme d’une éventuelle intervention communautaire et l’autre sur le fond :
- d’une part, la Commission a élaboré un Livre vert en juillet 2010, énumérant sept options possibles, allant de la simple publication de règles de droit des contrats non contraignantes jusqu’à l’élaboration d’un code civil européen. Dès ce stade, elle a clairement exprimé sa préférence pour la quatrième option, à savoir un règlement instaurant un instrument optionnel de droit européen des contrats comme alternative aux droits internes des États membres de l'Union européenne ;
- d’autre part, un groupe d’experts a été constitué au sein de la Commission pour réaliser une « étude de faisabilité » sur ce que pourrait être le contenu de ce droit européen des contrats. Elle vient d’être publiée et les parties intéressées sont invitées à y réagir avant le 1er juillet 2011.

Au vu des récentes déclarations de Viviane Reding (conférence du 3 juin 2011) et du vote de soutien du Parlement européen (8 juin dernier), ces deux démarches convergent puisque les règles présentées dans l’étude de faisabilité sont appelées à servir de base à la conception d’un instrument optionnel de droit européen des contrats. La Commission entend « œuvrer davantage pour faciliter les transactions transfrontalières » et expose les « actions envisageables pour consolider le marché intérieur en accomplissant des progrès dans le domaine du droit européen des contrats ».

## Sources

## Compléments